# 屈策瑙森
屈策瑙森（法語：Kutzenhausen，史上亦作Kotzenhausen，发音：[kyt͡sənauzən] 或 [kut͡sənauzən]）是法国下莱茵省的一个市镇，属于阿格诺-维桑堡区（Haguenau-Wissembourg）和赖什索芬县（Reichshoffen）。该市镇总面积7.2平方公里，2009年时的人口为909人。

## 人口
屈策瑙森人口变化图示